# Matt McIlvane
Matthew „Matt“ McIlvane (* 2. November 1985 in Naperville, Illinois) ist ein ehemaliger US-amerikanischer Eishockeyspieler und derzeitiger -trainer. Seit der Saison 2023/24 ist McIlvane als Cheftrainer der San Diego Gulls aus der American Hockey League (AHL) tätig.

## Karriere als Spieler
McIlvane begann seine Eishockeykarriere im Jahr 2001 in der US-amerikanischen Juniorenliga North American Hockey League bei den Chicago Freeze. Dort absolvierte der Center in seiner ersten Saison zunächst nur zwei Spiele, kam in der darauffolgenden Spielzeit jedoch regelmäßig zum Einsatz und konnte in 53 Spielen 56 Scorerpunkte erzielen. Folgerichtig wurden die Verantwortlichen einiger NHL-Teams auf den Linksschützen aufmerksam.
Während des NHL Entry Draft 2004 waren es schließlich die Ottawa Senators, die ihn in der achten Runde an insgesamt 251. Stelle auswählten. Nach einer weiteren Saison in der United States Hockey League bei den Chicago Steel bekam McIlvane im Sommer 2004 ein Stipendium an der Ohio State University, für die er fortan in der Universitätsliga Central Collegiate Hockey Association spielte. In seiner Abschlusssaison war er Kapitän der „Buckeyes“. Am Ende der Spielzeit 2007/08 wechselte der 1,75 m große Stürmer für vier Spiele in die American Hockey League zu den Binghamton Senators, dem Farmteam der Ottawa Senators.
Im Sommer 2008 entschied sich McIlvane zu einem Wechsel nach Europa und absolvierte einige Testspiele für die Eisbären Berlin. In diesen Spielen überzeugte er das Management der Eisbären, sodass er in der Spielzeit 2008/09 für die Eisbären auf dem Eis stand. Im November 2008 erlitt er einen Kreuzbandriss im linken Knie. Nachdem er seine Verletzung auskuriert hatte, spielte McIlvane in Nordamerika zwischen 2009 und 2012 für die Bloomington PrairieThunder in American Hockey League und CHL, den AHL-Klub Peoria Rivermen sowie die Cincinnati Cyclones in der ECHL.

## Karriere als Trainer
Nach wenigen Spielen für Bloomington PrairieThunder in der Saison 2011/12 beendete er seine Karriere aus Verletzungsgründen und wurde Cheftrainer bei den Danville Dashers aus der Federal Hockey League.
Im August 2013 wurde McIlvane Assistenztrainer beim EC Red Bull Salzburg in Österreich unter Don Jackson und folgte diesem im Juni 2014 nach Deutschland zum EHC Red Bull München. Zwischen 2016 und 2018 konnte man dort drei DEL Meistertitel in Folge feiern.
2018 war er ebenfalls Assistenztrainer der deutschen Nationalmannschaft bei den Olympischen Winterspielen in Pyeongchang. Die Auswahl des DEB errang dabei sensationell die Silbermedaille.
2019 kehrte McIlvane als Cheftrainer nach Salzburg zurück und führte den EC Red Bull Salzburg in vier Jahren zu zwei Meistertiteln (2022, 2023), einem Play-off-Halbfinale (2021) und einem Sieg im Grunddurchgang (2020), als die Saison wegen Corona in den Play-offs abgebrochen wurde. Im April 2023 wechselte Matt McIlvane zurück in die USA. Zur Saison 2023/24 übernimmt er als Cheftrainer die San Diego Gulls aus der American Hockey League.

## Erfolge und Auszeichnungen
| - 2016 Deutscher Meister mit dem EHC Red Bull München - 2017 Deutscher Meister mit dem EHC Red Bull München - 2018 Deutscher Meister mit dem EHC Red Bull München | - 2018 Silbermedaille bei den Olympischen Winterspielen - 2022 Meister der ICEHL und Österreichischer Meister mit dem EC Red Bull Salzburg - 2023 Meister der ICEHL und Österreichischer Meister mit dem EC Red Bull Salzburg |

## Karrierestatistik
(Legende zur Spielerstatistik: Sp oder GP = absolvierte Spiele; T oder G = erzielte Tore; V oder A = erzielte Assists; Pkt oder Pts = erzielte Scorerpunkte; SM oder PIM = erhaltene Strafminuten; +/− = Plus/Minus-Bilanz; PP = erzielte Überzahltore; SH = erzielte Unterzahltore; GW = erzielte Siegtore; 1 Play-downs/Relegation; Kursiv: Statistik nicht vollständig)